# SRK Zrinjski Mostar
SRK Zrinjski je sveučilišni rukometni klub iz Mostara, dio športskog društva Zrinjski.

## Povijest
Osnovan je kao Hrvatski muški rukometni klub Zrinjski 21. prosinca 1992. godine. U tijeku i odmah nakon rata bio je temeljni nositelj rukometa u gradu Mostaru. Klub je u to vrijeme djelovao kao zajednički, kako u muškoj, tako i u ženskoj konkurenciji, a prvi službeni nastup u povijesti ostvario je 16. listopada 1994. u Trogiru, na turniru upriličenom u povodu Svetog Ivana Trogirskog (dana općine Trogir), na kojem je Zrinjski nastupio u obje konkurencije.
Danas se natječe u Prvoj ligi FBiH – Jug.

## Uspjesi
- Kup BiH:
  -  Pobjednik (1): 2017.

## Poznatiji treneri i igrači

### Poznatiji treneri
- Enco Bukovac
- Zoran Dokić
- Željko Anić
- Goran Suton

### Poznatiji igrači
- Marino Marić
- Igor Karačić
- Ivan Karačić
- Goran Suton

## Vanjske poveznice
- Službene stranice